# Базис (архитектура)
Базис или стопа (лат. basis = сокла; од грч. βάσις = basis = стопа, основа, темељ) је у архитектури и грађевинарству доњи део стуба - постоље, којим се он ослања на тло. Базис може да стоји на једној сокли (лат. socculus = „мала ципела") која се састоји од постоља у облику квадра без украса.

## Галерија
- Базис једног готског ступа
- База готског стила
- База римског стила
- База грчког стила